# Nicoloso da Recco
Nicoloso da Recco (Genova, fl. 1327 – Genova, forse 20 dicembre 1364) è stato un navigatore ed esploratore italiano del XIV secolo.

## Biografia
Non vi sono notizie certe sulle origini di Nicoloso da Recco. Per tramite di una raccolta dello scrittore Giovanni Boccaccio (il De Canaria et insulis reliquis ultra Hispaniam in Oceano noviter repertis, ca. 1342) si sa che, insieme al fiorentino Angiolino del Tegghia de' Corbizzi, compì nel 1341 un viaggio di esplorazione alle Isole Canarie, per conto di Alfonso IV del Portogallo.
Il suo nome è stato dato ad un cacciatorpediniere della Regia Marina italiana che operò durante la seconda guerra mondiale e ad una nave "freight-liner" della Società "Italia" di Navigazione S.p.A. nel corso degli inizi degli anni '70 del XX secolo, gemella delle navi Da Noli e Da Verrazzano. Inoltre anche un aeromobile Douglas DC83-43 I-DIWR della compagnia aerea Alitalia fu battezzato con il suo nome. Anche un liceo scientifico e linguistico nella città di Recco porta il suo nome. Portano il suo nome una via a Genova Pegli, una a Lecce e a Marina di Campo, una a Civitavecchia, una a Limena, una a Cesenatico, una piazza a Recco, una piazza a Roma e una via a Catanzaro Lido, una via a Cecina.